# Operazione Enduring Freedom - Corno d'Africa
La Operazione Enduring Freedom - Corno d'Africa (in inglese Operation Enduring Freedom – Horn of Africa OEF-HOA) è l'operazione militare, definita dagli Stati Uniti per combattere il terrorismo e la pirateria nel Corno d'Africa. Si tratta di un teatro collaterale rispetto a quello dell'Afghanistan dove si svolge la parte prevalente della Operazione Enduring Freedom (OEF), e coinvolge otto nazioni africane situate tra la regione nord-orientale del continente fino alla parte ovest dell'Africa dove è situato il Golfo di Guinea ricco di petrolio. L'altra operazione collaterale a Enduring Freedom che si è svolta in Africa prende il nome di Operation Enduring Freedom - Trans Sahara (OEF-TS), che fino alla creazione del nuovo United States Africa Command, è stata condotta dall'European Command statunitense. Nella parte nordorientale dell'Africa, si sono unite all'operazione truppe provenienti da Gibuti, Etiopia e Somalia, che oltre a mettere in atto attività contro il terrorismo, hanno ricevuto un addestramento militare nei paesi confinanti.

## Le componenti
La principale, ma non unica, componente militare che si occupa della conduzione della missione è la Combined Joint Task Force - Horn of Africa (CJTF-HOA) costituita a Camp Lejeune il 19 ottobre 2002, ed una squadra di suoi membri si imbarcò nel novembre 2002 sulla USS Mount Whitney per riposizionarsi nel Corno d'Africa l'8 dicembre. La squadra si rilocò a Camp Lemonnier, installazione statunitense a Gibuti il 13 maggio 2003, e da allora ha operato a partire da quella base; il suo personale è sia civile che militare, appartenente alle varie agenzie nazionali statunitensi. La componente navale multinazionale prende il nome di Combined Task Force 150 (CTF-150) e opera sotto la direzione della Quinta Flotta della US Navy. Entrambe queste grandi unità sono sempre state in passato parte dell'United States Central Command. Nel febbraio 2007, il Presidente degli Stati Uniti George W. Bush annunciò la formazione dell'United States Africa Command che assunse la guida di tutte le operazioni nell'area dove operava il CJTF-HOA nell'ottobre 2008.
La componente multinazionale è affiancata nell'area di operazioni dalla missione Atalanta (nome in codice EUNAVFOR Atalanta - EUropean NAval FORce), forza navale europea inviata nell'area dal dicembre 2008.

## Area operativa
L'area di responsabilità ufficiale dell'operazione è costituita da Kenya, Somalia, Etiopia, Sudan, Eritrea, Gibuti e Seychelles. L'area di interesse comprende Yemen, Tanzania, Mauritius, Madagascar, Mozambico, Burundi, Ruanda, Isole Comore, Ciad, Repubblica Democratica del Congo e Uganda.